# General de Brigada (Estats Units)
A les Forces armades dels Estats Units, el General de Brigada és un agent general d'una estrella amb el sou de O-7 a l'armada dels Estats Units, Força aèria dels Estats Units, i Cos de Marines dels Estats Units. El rang del General de Brigada està per sobre d'un coronel i per sota d'un general major. La posició de general de Brigada és equivalent a la posició de contraalmirall (mig baix) en altres serveis uniformats dels Estats Units.

## Història
El rang de general de brigada ha existit en l'exèrcit dels Estats Units des de la creació de l'exèrcit continental al juny de 1775. Per impedir errates en el reconeixement dels oficials, l'ordre del general va ser emesa el 14 de juliol de 1775, establint que els generals de brigada haurien de vestir una banda que es portaria a través del pit, entre l'abric i l'armilla, de color rosa. Més tard, el 18 de juny de 1780, es va ordenar que els generals de brigada en lloc d'una peça de roba, portessin una simple estrella de plata en cada xarretera. Al principi, els generals de brigada eren oficials d'infanteria que comandaven una brigada; Tanmateix, en el transcurs dels segles XIX i XX, les responsabilitats del rang es van expandir significativament.
Durant el període des del 16 de març de 1802, fins a l'11 de gener de 1812, el rang de general major es va abolir i el de general de brigada va passar a ser el rang més alt de l'exèrcit dels Estats Units. Preveient la necessitat d'expandir el nombre de generals en cas de guerra, que semblava imminent, el congrés va restaurar el rang de general major el gener de 1812.
El primer general de brigada al cos de la marina dels Estats Units, va ser el comandant Archibald Henderson, condecorat al rang de general de brigada el 1830 pel seu servei durant la segona guerra seminola.[Necessària referència]. El primer general de brigada (que no va ascendir com a condecoració) a la Marina va ser el comandant Jacob Zeilin, que va ser promocionat al rang el 1874, però quan es va retirar el 1876, el rang de coronel es va convertir un cop més en el rang més elevat dels marines; Ho va ser fins que el març de 1899 el comandant Charles Heywood va ser ascendit. Des de llavors fins al 1908 l'oficina de comandament ha estat comandada per un oficial general, amb el rang permanent de comandant ascendit a general major. El 1908, va ser comandada per un general lloctinent, i després per un general durant la segona Guerra Mundial, rang amb el qual s'ha mantingut des de llavors.[Necessària referència]
La insígnia per un general de brigada és una estrella platejada penjada a l'espatlla o al coll, i no ha canviat des de la creació del rang fa dos segles. Des de la guerra mexicana-americana, però, el menor rang de coronel ha estat el rang normal nomenat per a comandar la brigada com una divisió orgànica (per exemple, la 1a brigada de la 94a divisió d'infanteria al servei de la 187a brigada d'infanteria).
Avui, l'armada o el cos de la Marina respectivament, utilitzen normalment com a comandant adjunt al comandant general de la divisió i assisteix en la supervisió de les planificacions i coordinacions d'una missió. En una brigada d'infanteria no adscrita a una divisió, un general de brigada serveix com a comandant de la unitat, mentre que un coronel serveix com a comandant adjunt.[Necessària referència] Un general de brigada de la força aèria, normalment comanda una esquadra aèria més gran. A més, els oficials d'una estrella de tots els serveis poden servir com a oficials de l'estat major en organitzacions militars més grans.

## Límits estatutaris
La legislació dels Estats Units limita el nombre total d'oficials generals que poden estar en el servei actiu. El total d'agents en el servei actiu està limitat a 230 per a l'armada, 208 per les forces aèries, i 60 per al cos de Marines. El President o el secretari de Defensa poden augmentar el nombre de generals nomenats en una de les tres branques, tant de temps com es resti el mateix nombre d'una altra branca. Algunes d'aquestes vacants estan reservades pels estatuts.

## Promoció, nomenament i durada
Per promoció al grau permanent de general de brigada, els agents elegibles són publicats en un tauler de promocions que consta d'oficials generals per la seva branca de servei. A continuació d'aquest tauler de promoció es genera una llista d'agents que es recomanen per a promocionar al rang de general. A continuació aquesta llista és enviada al secretari de servei i els caps de junta per revisar-la abans que pugui ser enviada al President, a través del secretari de defensa, perquè la consideri. El President nomena els agents per a ser promocionats d'aquesta llista amb el consell del Secretari de Defensa, el secretari de servei, i si és aplicable, el cap del servei de personal o el commandant. El President pot nomenar qualsevol agent elegible que no és a la llista de gent recomanada si és d'interès de la nació, però això és gens habitual. El Senat llavors ha de confirmar el candidat per votació majoritària abans que la gent pugui ser promocionat. Un cop que els candidats són confirmats, són promocionats a la nova posició una vegada que assumeixen o mantenen una oficina que requereix o permet un agent d'aquella posició. Per posicions de l'oficina reservada pels estatuts, el President selecciona un agent nombrant-lo per ocupar aquella posició. Per tot tres serveis no uniformats, perquè el grau de general de brigada és una posició permanent, el candidat encara pot ser publicat per un tauler de promoció del servei. La posició no expira quan l'agent desocupa una posició d'una estrella. La durada varia depenent de la posició, dels estatus, o de quan l'oficial rep un nou nomenament. La durada mitjana per un nomenament d'una d'estrella és de dos a quatre anys.

## Jubilació
A part de la jubilació voluntària, l'estatut estableix un nombre de mandats per a la jubilació. Tot general de brigada s'ha de retirar després de cinc anys en el rang o després de 30 anys de servei, tot i que sempre es pot trigar més, si els seleccionats són nomenats per a una promoció o reassignats a un altre grau per a estar en servei actiu més temps. Altrament tot general i agent de bandera s'han de retirar el mes després del seu 64è aniversari. Tanmateix, el Secretari de Defensa pot ajornar la jubilació d'un general o un oficial de bandera fins que sigui el seu 66é aniversari, i el president ho pot ajornar encara fins al seu 68é aniversari. Donat que hi ha un nombre limitat d'oficials generals, un oficial s'ha de jubilar abans que un altre pugui ser promocionat. Com a resultat, els generals i els agents de bandera normalment es retiren abans d'arribar a l'edat estutària donant-los serveis limitats, així no impedeixen la carrera professional als seus subordinats.